# 被子植物种系发生学组
被子植物种系发生学组（APG，Angiosperm Phylogeny Group）指的是一個非正式的國際系統植物學家的團體:531:399:105:1，他們合作建立關於被子植物（開花植物）分類學的共識，反映出通過系统发生学研究發現的植物之間關係的新知識。
截至2016年，該合作產生了四個修訂版本的分類學系統，發表於1998年，2003年，2009年，和2016年。這些分類系統是：1998年《被子植物APG分类法》、2003年《被子植物APG II分类法 (修订版)》、2009年《被子植物APG III分类法》、和2016年《被子植物APG IV分类法》。這個小組的一個重要動機是他們認為先前的被子植物分類學存在缺失，因為它們不是基於單系群體 （即包含共同祖先的所有後代的群組）。
被子植物种系发生学组(APG)出版物的影響力越來越大，一些主要的植物標本館改變了其收藏品的安排，以配合最新的APG系統。

## 成員
三篇論文的APG的成員組成不同，如下列表：其中作者依其原始文獻建議分別為APG (1998).、APG II (2003).、APG III (2009)，此處簡略以APG、APG II、APG III表示，表中為主要作者，则为贡献者。
| 成員                       | APG | APG II | APG III | APG IV | 機構                                                                            | 國家/地區      | 備註                                     |
| -------------------------- | --- | ------ | ------- | ------ | ------------------------------------------------------------------------------- | -------------- | ---------------------------------------- |
| Birgitta Bremer            | Yes |        |         |        | 瑞典皇家科学院之贝吉乌斯基金會                                                  | 瑞典斯德哥尔摩 |                                          |
| Kåre Bremer                |     |        |         |        | 斯德哥尔摩大学                                                                  | 瑞典斯德哥尔摩 | APG II (2003年) 發表時任職於乌普萨拉大学 |
| James W. Byng              |     |        |         |        | 阿伯丁大学生物学院、Plant Gateway                                               | 英国           |                                          |
| Mark W. Chase              |     |        |         |        | 邱皇家植物园賈德瑞爾研究所（页面存档备份，存于） (Jodrell Laboratory)、西澳大学 | 英国           |                                          |
| Maarten J. M. Christenhusz |     |        |         |        | 邱皇家植物园、Plant Gateway                                                     | 英国           |                                          |
| Michael F. Fay             | Yes | Yes    |         |        | 邱皇家植物园賈德瑞爾研究所（页面存档备份，存于） (Jodrell Laboratory)           | 英国           |                                          |
| Walter S. Judd             | Yes | Yes    |         |        | 佛罗里达大学生物学系院                                                          | 美国佛罗里达   |                                          |
| David J. Mabberley         |     |        |         |        | 牛津大学、莱顿大学、自然生物多样性中心、麦考瑞大学、新南威尔士国家植物标本馆    | 英国           |                                          |
| James L. Reveal            |     |        |         |        | 康乃尔大学植物學系貝里植物園 (L. H. Bailey Hortorium)                           | 美国           | APG II (2003年) 發表時任職於馬里蘭大学   |
| Alexander N. Sennikov      |     |        |         |        | 芬兰自然史博物馆、科马罗夫植物研究院                                            | 芬兰           |                                          |
| Douglas E. Soltis          | Yes |        |         |        | 佛罗里达大学生物系                                                              | 美国佛罗里达   |                                          |
| Pamela S. Soltis           | Yes |        |         |        | 佛罗里达大学佛罗里达自然史博物館 (Florida Museum of Natural History)            | 美国佛罗里达   |                                          |
| Peter F. Stevens           |     |        |         |        | 密苏里大学圣路易斯校區生物系、密苏里植物園                                      | 美国           |                                          |

其他的作者 (貢獻者)：
1. APG[1]：Arne A. Anderberg、Anders Backlund、Birgitta Bremer、Barbara G. Briggs、Peter K. Endress、Michael F. Fay、Peter Goldblatt、Mats H. G. Guestafsson、Sara B. Hoot、Walter S. Judd、Mari Källersjö、Elizabeth A. Kellogg、Kathleen A. Kron、Donald H. Les、Cynthia M. Morton、Daniel L. Nickrent、Richard G. Olmstead、Robert A. Price、Christopher J. Quinn、James E. Rodman、Paula J. Rudall、Vincent Savolainen、Douglas E. Soltis、Pamela S. Soltis、Kenneth J. Sytsma、Mats Thulin。
2. APG II[2]：Arne A. Anderberg、Michael F. Fay、Peter Goldblatt、Walter S. Judd、Mari Källersjö、Jesper Kårehed、Kathleen A. Kron、Johannes Lundberg、Daniel L. Nickrent、Richard G. Olmstead、Bengt Oxelman、J. Chris Pires、James E. Rodman、Paula J. Rudall、Vincent Savolainen、Kenneth J. Sytsma、Michelle van der Bank、Kenneth Wurdack、Jenny Q.-Y. Xiang、Sue Zmarzty。
3. APG III[3]：Arne A. Anderberg、Michael J. Moore、Richard G. Olmstead、Paula J. Rudall、Kenneth J. Sytsma、David C. Tank、Kenneth Wurdack、Jenny Q.-Y. Xiang、Sue Zmarzty。
4. APG IV[4]：Barbara Briggs、Samuel Brockington、Alain Chautems、John C. Clark、John Conran、Elspeth Haston、Michael Möller、Michael Moore、Richard Olmstead、Mathieu Perret、Laurence Skog、James Smith、David Tank、Maria Vorontsova、Anton Weber.

## 影響
被子植物是在分类过程中应用分子生物学数据最多的生物群。1981年美国植物学家阿瑟·克朗奎斯特出版了最新的被子植物分类系统，但仅仅到了1990年就受到了分子生物学最新发展大量数据的冲击，新的亲缘分支分类法澄清了许多植物种间的亲缘和进化关系，使得分类学更能清楚地反映系统发生学的研究结果。
由于研究的迅速进展，分类法也必须随之改变，所有需要应用分类法的人，包括百科全书都面临着一个新问题。被子植物种系发生学组在1998年出版了《被子植物APG分类法》，集合了全世界所有主要研究机构的最新研究成果，但由于许多领域尚未被完全了解，这个分类法也无法包括所有种类的被子植物，不可能最终确定下来。 
这个分类法基本是依照植物的两个叶绿体和一个核糖体的基因编码分类的，从细胞器中筛选基因是非常重要的，动物分类主要也是依照线粒体的基因。细胞体的基因组和细胞核的基因组是分离的，叶绿体和核糖体都有自己的DNA，是一种原始的DNA，核苷酸的顺序取决于由于进化而和细胞核的DNA之间产生的差异的程度。
2003年出版了修订本《被子植物APG II分类法 (修订版)》，两个版本和传统分类法之间的差别主要有：
- 在目以上的分类没有采取传统的名称门和纲，而是应用“分支”，例如真双子叶植物分支、单子叶植物分支、蔷薇分支等。
- 对于传统分类不确定的分类名称，用数字标记。
- 提供可以选择的分类群体，例如有的科可以单列也可以合并到某一其他科、目中。叫做括号分类名[來源請求]。

括号分类能有效地将传统的依形态分类转换到新的依基因分类中来，由于依照基因分类有许多单基因的小科，在应用时不太方便。APG的作者曾经解释为“一般来说我们依照专家们的观点……但专家们经常倾向于划分的越细越好……”。
许多科学家们，也包括APG的成员，还在不断地出版他们自己对于被子植物分类的新观点，所以每种分类都不可能是最终结果，只是代表某一时间段内的研究结果，新的结论层出不穷。不过APG的分类法还是基本依照当代比较权威的结论。